# 趙九思 (隆慶進士)
趙九思（1538年—1589年7月30日），字一誠，號小河，山西澤州人，民籍，明朝政治人物。

## 生平
隆慶四年（1570年）庚午科山西鄉試第二十一名舉人。隆慶五年（1571年）聯捷辛未科會試第三百六十一名，三甲第一百二十二名進士。兵部觀政，授咸宁县知县，萬曆三年（1575年）行取，擢南京户部主事，四年调北户部，八年升永平管粮郎中。萬曆十一年（1583年），以戶部郎中陞陝西副使，十四年考察调用，十六年调任四川副使。
新任下川東道副使，於萬曆拾柒年陸月拾玖日行至河南開封府新鄭縣惠民舗，染疾身故。崇祀鄉賢。

## 家族
曾祖趙雄；祖父趙錫；父趙維邦，母王氏。